# Cordigliera del Ybytyruzú
La Cordigliera del Ybytyruzù (in spagnolo Cordillera del Ybytyruzú, in guaranì Yvytyrysýi Yvytyrusu) è una catena montuosa costituita da una serie di colline situate nei dipartimenti di Guairà e Caazapà, nella Repubblica del Paraguay. Attualmente, è una delle principali aree di conservazione della regione orientale del Paraguay e ospita sia la vetta più alta del Paese sia la cascata più alta.

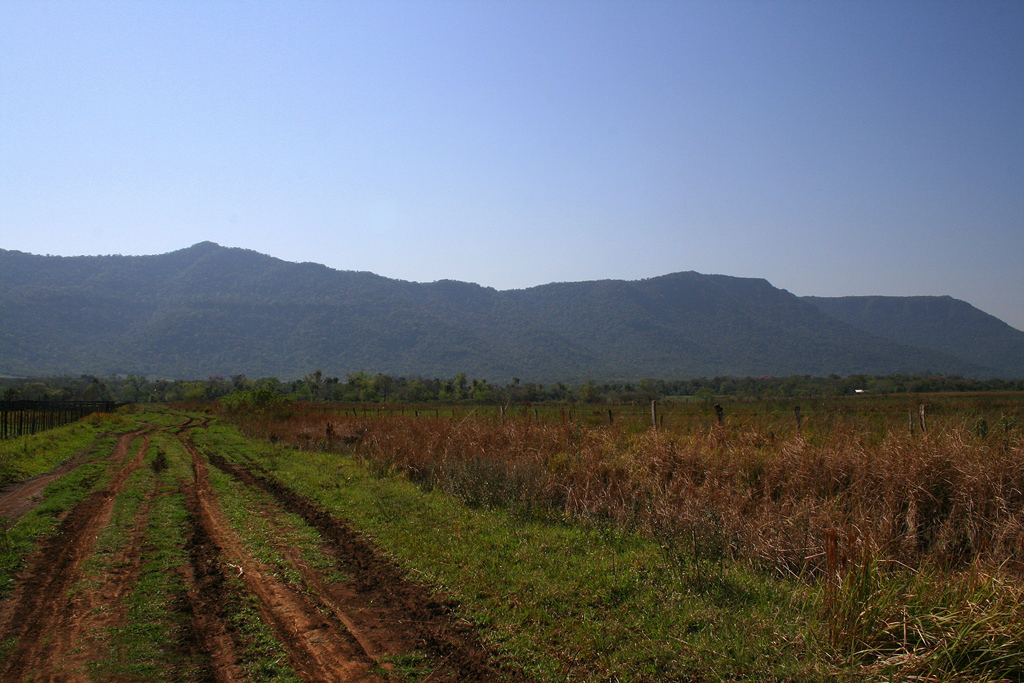
Cordigliera del Ybytyruzù.